# (360) Карлова
(360) Карлова (360 Carlova по каталогу ЦМП) — довольно крупный астероид главного пояса.

## Открытие и название
Карлова была открыта 11 марта 1893 года французским астрономом Огюстом Шарлуа в обсерватории Ниццы. При регистрации открытия астероиду было присвоено обозначение 1893 N. Позже были обнаружен объект A903 BC, который впоследствии были идентифицирован как Карлова.
Происхождение названия неизвестно. Возможно, название происходит от латинизированной формы фамилии Шарлуа.

## Орбитальные характеристики
Карлова обращается во внешней части Главного пояса астероидов на среднем расстоянии в 3,001 а. е. (448,9 млн км) от Солнца. Её орбита обладает умеренным эксцентриситетом, равным 0,1791 и наклонением 11,698°. Таким образом, максимальное расстояние от Карловы до Солнца составляет 3,538 а. е. (529,3 млн км), минимальное — 2,463 а. е. (368,5 млн км).
Период обращения Карловы вокруг Солнца составляет 5,198 года (1898 суток). Последний раз она прошла перигелий 7 июля 2011 года.
Абсолютная звёздная величина Карловы составляет 8,48m. Её видимый блеск в течение синодического периода меняется в пределах 11,9—15,0m.

## Физические характеристики
Согласно данным, полученным в 1983 году с помощью космической обсерватории IRAS, средний диаметр Карловы равен 115,76±4,3 км, а альбедо — 0,0535±0,004. Исследование астероида в 2010 году посредством космического телескопа WISE, дало значение для её диаметра 132,632±2,320 км, а для альбедо — 0,0407±0,0080.
По классификациям Толина и SMASS Карлова принадлежит к спектральному классу C.
Период вращения Карловы вокруг собственной оси был измерен в 1978 году и составляет 6,21 ч (6 ч 12 мин). Измерение периода вращения Карловы, проведённое в 2011—2012 годах в обсерватории Андероак, дало значение 6,1894±0,0003 ч.